# Astrafobie

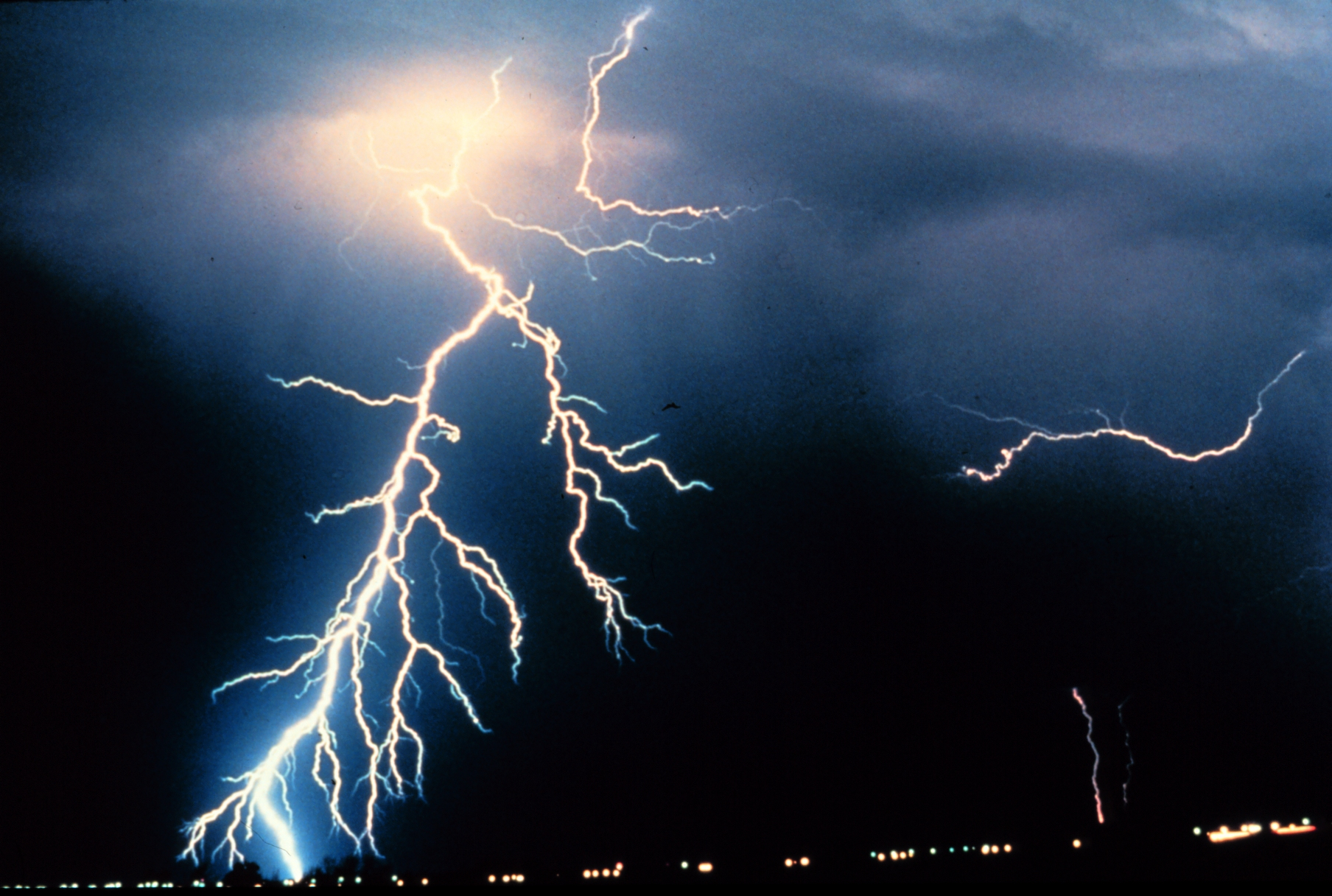
Un fulger și tunetul care îl însoțește pot speria o persoană care suferă de astrafobie

Astrafobia, cunoscută și sub numele de astrapofobia, brontofobia,  keraunofobia sau tonitrophobia, este o frică anormală de tunet și fulgere, un tip de fobie specifică. Este o fobie tratabilă, care poate fi dezvoltată atât la oameni, cât și la animale. Termenul astrafobie este compus din cuvintele ἀστραπή (astrape- fulger) și φόβος  (fobos-teamă).

## Simptome
O persoană cu astrafobie, se va simți deseori neliniștită în timpul unei furtuni, chiar și atunci când înțelege că amenințarea pentru ei este minimă.
Unele simptome sunt cele însoțite de multe fobii, cum ar fi tremurul, plânsul, transpirația, reacțiile panicate, sentimentul brusc de folosire a băii, greața, senzația de groază, degetele în urechi și bătăile rapide ale inimii. Totuși, există unele reacții care sunt unice pentru astrafobie. De exemplu, de obicei este căutată reasigurarea de la alte persoane,  iar simptomele se agravează atunci când sunt singure. Mulți oameni care au astrafobie, vor căuta adăpost suplimentar în timpul  furtunii. S-ar putea să se ascundă sub un pat, sub plapumă, într-un dulap, într-un subsol sau în orice alt spațiu în care se simt mai în siguranță. Eforturile sunt, de obicei, făcute pentru a înăbuși sunetul tunetului și persoana poate acoperi urechile sau să tragă perdelele ferestrelor.
Un semn că cineva are astrafobie, este un interes foarte ridicat față de previziunile meteorologice. O persoană astrafobie va fi atentă la știrile privind furtunile care se apropie. Ei pot urmări vremea la televizor în mod constant în timpul perioadelor ploioase și pot chiar să urmărească furtunile online. Acest lucru poate deveni destul de grav, pentru ca persoana să nu meargă afară fără a verifica mai întâi vremea. Acest lucru poate duce la anxietate. În cazuri foarte extreme, astrafobia poate duce la agorafobie, teama de a părăsi casa. 

## Copiii
În 2007, oamenii de știință au descoperit că astrafobia este a treia fobie, cea mai răspândită în Statele Unite ale Americii. Poate să apară la persoane de orice vârstă. Apare la mulți copii și nu ar trebui să fie imediat identificată drept o fobie, deoarece copiii trec în mod natural prin multe temeri pe măsură ce se maturizează. Frica de tunete și fulgere nu poate fi considerată o fobie complet dezvoltată, decât dacă persistă mai mult de șase luni. În acest caz, trebuie abordată fobia copilului, deoarece aceasta poate deveni o problemă gravă la vârsta adultă.
Pentru a diminua frica copilului în timpul furtunilor, copilul poate fi distras prin jocuri și activități. O abordare mai îndrăzneață este de a trata furtuna ca un divertisment; un adult fără teamă este un model excelent pentru copii.

## Tratamentul
Cel mai frecvent utilizat și posibil cel mai eficient tratament pentru astrafobie este expunerea la furtuni și, în cele din urmă, construirea unei imunități. Terapia cognitivă comportamentală este, de asemenea, adesea utilizată pentru a trata astrafobia.  Pacientul, va fi în multe cazuri instruit să repete fraze în sine pentru a deveni calm în timpul unei furtuni. Exercițiile de respirație grea pot întări acest efort. 

## Cățeluși și pisicuțe
Câinii pot prezenta anxietate severă în timpul furtunilor; între 15 și 30%  din ei pot fi afectați. Cercetarea confirmă că nivelurile ridicate de cortizol - un hormon asociat stresului - afectează câinii în timpul și după furtuni. Remediile includ terapii comportamentale, cum ar fi contra-condiționarea și desensibilizarea, medicamente împotriva anxietății și Feromon  aperitiv pentru câini, un analog sintetic al unui hormon secretat de mamele canine care alăptează.
Studiile au arătat, de asemenea, că și pisicile se pot teme de furtuni. Deși este foarte rară, pisicile erau cunoscut prin faptul că se ascundeau sub  masă sau în spatele unei canapele în timpul unei furtuni.
În general, dacă un animal este anxios în timpul unei furtuni sau al oricărui eveniment similar, inofensiv (de exemplu afișarea focurilor de artificii), este recomandat să continuați pur și simplu să vă comportați în mod normal, în loc să încercați să îngrijorați animalele. Arătarea curajului este, fără îndoială, cea mai bună metodă de a „vindeca” anxietatea.

## Vezi și
- Listă de fobii